# Виктория, Гуадалупе
Хосе Мигель Рамон Адаукто Фернандес-и-Феликс (исп. José Miguel Ramón Adaucto Fernández y Félix), более известный как Гуадалупе Виктория (исп. Guadalupe Victoria; 29 сентября 1786, Тамасула, провинция Новая Бискайя — 21 марта 1843, Тенансинго, штат Мехико) — мексиканский политический деятель, участник войны за независимость от Испании, впоследствии ставший первым президентом Мексиканской республики (10 октября 1824 года — 1 апреля 1829 года). Национальный герой Мексики.
Гуадалупе Виктория взял имя в честь покровительницы Мексики Девы Марии Гваделупской и победы (victoria).

## Участие в войне за независимость
Гуадалупе Виктория родился 29 сентября 1786 года в городке Тамасула (впоследствии переименованном в Тамасула-де-Виктория в его честь), в семье Мануэла Фернандеса и Алехандры Феликс. Учился в семинарии в Дуранго, затем изучал право в колледже св. Идельфонса в Мехико. В 1811 году, после того как Мигель Идальго призвал мексиканцев к борьбе против испанского владычества, студент оставил учёбу и вступил в ряды революционных повстанцев.
В ходе войны за независимость сражался под началом Хосе Марии Морелоса. Во время военных действий в Оахаке 25 ноября 1812 года проявил героизм, бросившись в атаку на армию роялистов и увлекая за собой революционные войска. Вскоре повстанцы нанесли поражение противнику. Благодаря этому Гуадалупе Викторию назначили командиром повстанческого отряда в Веракрусе. В 1814 году Конгресс Анауака назначил его бригадным генералом. В 1815 году он потерпел своё первое крупное поражение. В 1816 году, когда в Новую Испанию прибыл новый вице-король Хуан Руис де Аподака, Гуадалупе Виктория атаковал его эскорт на пути в Мехико и чуть было не взял вице-короля в плен.
Войска будущего президента контролировали штат Веракрус до их разгрома в 1817 году.
После этого район действий Гуадалупе Виктории свелся к узкой полосе между побережьем севернее порта Веракрус и горами Уатуско, где он подвергался упорному преследованию и был вынужден скрываться в сельве (там у него проявилась эпилепсия) до обнародования в 1821 году «Игуальского плана» (исп. Plan de Iguala, от названия города Игуала), или «Плана трёх гарантий», провозглашённого Агустином де Итурбиде и Висенте Герреро. Итурбиде видел в закоренелом повстанце опасность для своих планов и не желал его участия в правительстве. Более того, он даже не позволил ему участвовать в торжественном параде, состоявшемся 27 сентября в столице страны.
После обретения Мексикой независимости и образования Первой мексиканской империи во главе с Итурбиде Виктория продолжал публично выражать свои республиканские идеи, вследствие чего был арестован. Однако ему удалось бежать и вернуться в сельву. В декабре 1822 года Антонио Лопес де Санта-Анна и Гуадалупе Виктория подписали «План Каса-Мата», который упразднил монархию и устанавил республику.

## Президентство
Виктория посвятил себя созданию федеральной республики и был вместе с Николасом Браво и Педро Селестино Негрете избран в правительственный триумвират, который действовал с 31 марта 1823 по 10 октября 1824 года. Гуадалупе был вынужден прервать работу в июле 1824 года, так как возглавлял веракрусские войска, сражавшиеся с испанцами, которые укрылись в форте Сан-Хуан-де-Улуа. В 1824 году был делегирован от Дуранго на Конгресс, принявший первую конституцию независимой Мексики и затем 2 октября избравший его первым президентом страны. 10 октября 1824 года Виктория занял президентский пост.
С самого начала его правительству пришлось столкнуться с серьёзными трудностями, так как война за независимость оставила страну в руинах, с раздутой армией и унаследованной от колониального режима бюрократией. Тем не менее его главными решениями были: централизация государственных финансов; отмена рабства; содействие деятельности «Ланкастерского общества», занимавшегося просвещением; установление дипломатических отношений с Великобританией, США, Соединёнными Провинциями Центральной Америки и Великой Колумбией; образование мексиканского военно-морского флота, что помогло добиться полной победы республики.
Гуадалупе Виктория проводил политику примирения, привлекая к работе представителей разных политических лагерей. Несмотря на это, на поверхность вышли старые конфликты. Перед лицом религиозной нетерпимости он отстаивал свободу выражения и печати, провозглашённую в конституции, которую он скрупулезно соблюдал. Противостоял аристократической «шотландской ложе» и либеральной «йоркской ложе», пытавшимся влиять на его правительство: одна добивалась привилегий для английских инвестиций и сохранения колониальных порядков, другая — для американских. С другой стороны, испанисты спровоцировали восстание Хоакина Аренаса, которое вызвало волну негодования против поддержавших его состоятельных испанцев. Кроме того, существовала опасность испанского вторжения.
В 1827 году вице-президент Николас Браво возглавил восстание против республиканского правительства, однако оно было легко подавлено генералами Санта-Анной и Герреро. В 1828 году Браво был схвачен и выслан в Эквадор.

## Последние годы жизни
В 1829 году конгресс назвал президентом Висенте Герреро, которому Виктория передал бразды правления 1 апреля 1829 года и удалился на асьенду «Эль Хобо» в Веракрусе.
Впоследствии он несколько раз участвовал в примирительных миссиях. Скончался 21 марта 1843 года в Тенансинго от эпилепсии. 25 августа того же года Конгресс объявил его Героем Отечества. Имя Гуадалупе Виктории золотыми буквами выгравировано в Палате депутатов, а останки покоятся у основания Колонны Независимости на Пасео-де-ла-Реформа.